# 今日から俺は!! (テレビドラマ)
『今日から俺は!!』（きょうからおれは）は、西森博之による同名の漫画作品を原作とするテレビドラマ。

## 概要
2018年10月14日から12月16日まで、毎週日曜22時30分 - 23時25分に日本テレビ系「日曜ドラマ」枠にて放送された。主人公の三橋貴志を賀来賢人が、伊藤真司を伊藤健太郎がそれぞれ演じた。
主題歌（OPタイトルバック）は「男の勲章」で、“今日俺バンド”によるカバー曲である。
ゲストとして小栗旬、堤真一、山田孝之、島崎遥香等、過去の福田作品に出演経験のある俳優が出演している。
ドラマ放送時にはオフィシャルブログにて生徒役がブログリレーを行い、ドラマが終盤に近づくにつれてアクセス数が盛り上がりを見せるなど好評を博し、「BLOG of the year 2018」優秀賞（オフィシャル部門）を受賞した。
2019年4月5日、ブルーレイ&DVD化を記念した全10話一挙上映イベント内で映画化が発表された。
時代設定は原作連載当時の1988年 - 1997年よりも少し遡った1980年代前半に変更されており、女性キャラクターはロングスカートや聖子ちゃんカットのヘアスタイル、竹の子族の登場など、当時の流行描写も見られる。
2020年7月17日に劇場版の公開が決定し、これにあわせてスペシャルドラマが同日に「金曜ロードSHOW!」枠で放送された。また、7月12日から8月15日まで特別版として、土・日曜日に関東ローカルで再放送も行われた。

## 制作
賀来は『クローバー』以来6年振りの主演で、日本テレビでは本作が初主演。三橋を演じるに当たり自身の容姿を高校生に近付けるべく、体重を5 - 6kg減量して撮影に臨んだ。
伊藤真司を演じている伊藤健太郎の“とんがり頭”の髪型は、かつらではなく整髪料を用いて朝40分掛けて地毛で作り出している。伊藤は本作での役名が自身と同姓の「伊藤」である事に運命的な出会いを感じ、2018年6月30日付で自身の21歳の誕生日を機に芸名をそれまでの「健太郎」からフルネームの「伊藤健太郎」に改名した。

## 登場人物
アイパートナー（視覚障がい者向けナレーション）は橋詰知久が担当。

### 私立軟葉高校
三橋貴志（みつはし たかし）
演 - 賀来賢人

伊藤真司（いとう しんじ）
演 - 伊藤健太郎

赤坂理子（あかさか りこ）
演 - 清野菜名

佐川直也（さがわ なおや）
演 - 柾木玲弥

坂本（さかもと）
演 - じろう（シソンヌ）
メガネをかけた化学教師で、内気な性格。独特なツボを持ち、椋木の話に対してやたらと興奮してしまう。名前は『3年B組金八先生』の主人公である坂本金八からとられており、第6話では原作における骨川のポジションを担っている。
反町（そりまち）
演 - 長谷川忍（シソンヌ）
サングラスをかけ竹刀を常に持っているため一見すると強面だが、温厚で常識的な性格の体育教師。椋木をはじめとする他の教師の言動や行動にツッコミを入れる。名前は『GTO』で主人公の鬼塚英吉を演じた反町隆史からとられており、椋木から「タンマチ」と名前を間違えられることがしばしば。
水谷（みずたに）
演 - 猪塚健太
数学教師。一見すると知的な二枚目だが言葉を貯めてしまう傾向があり、余計なことを言っては反町からツッコミを入れられている。名前は『熱中時代』で主人公の北野広大を演じた水谷豊からきている。
山口（やまぐち）
演 - 愛原実花
世界史の教師で、理子の担任。椋木からは好意を寄せられており、彼の話に感動することはあれどアプローチに関してはスルーしている。声量がよい。名前は『ごくせん』の主人公である山口久美子からきている。
椋木（むくのき）
演 - ムロツヨシ
「ビンビン熱血教師」を自称するドラマ版での三橋・伊藤・佐川の担任の先生で、担当は国語と生徒指導。名作学園ドラマ『3年B組金八先生』に憧れを持ち、髪型や喋り方も同作主人公・坂本金八の真似をしている。かなりのお調子者かつ小心者だが、生徒思いの人物。
第2話では赤坂道場を守るために道場破りと対決するが、あっけなく殴られてしまい、次の日に学校では先生達に昨日のことを話すが、親のことを思って本気で対決をしなかったという言い訳をする。第3話では開久の生徒と揉めたことでその後の対処に悩んでいた三橋の下を訪れ、相談に乗る。第4話では今井が明美と急接近したことで意気消沈していた三橋の「人はどうして人を好きになるのですか」という問いに応えるべく、“人生の授業”を展開する。第5話では理子と共に佐川の見舞いに向かった。第6話では三橋を慕わせた事がきっかけでヤクザ絡みの大きな抗争が起こってしまう。
三橋のクラスメイト
安藤陽介
演 - 安藤勇雅
飯田明恵
演 - 飯田有咲
伊沢圭一
演 - コーシロー
稲田尚幸
演 - 稲田崇光（スペシャルドラマのみの登場）
太田陽子
演 - 太田唯
大平由紀子
演 - 大平有沙
海谷省吾
演 - 海谷紘平
梶原正人
演 - 梶原颯（連続ドラマのみの登場）
金田孝
演 - 金田卓也
川又賢二
演 - 川又崇功
神崎昭
演 - 神崎まどか（連続ドラマのみの登場）
木島宏美
演 - 木島杏奈（連続ドラマのみの登場）
菊池正雄
演 - 菊池宇晃
木村武
演 - 木村風太
阪田由美
演 - 阪田愛実（連続ドラマのみの登場）
里麻衣子
演 - 里佳津乃
篠原早紀
演 - 篠原理沙
鈴木佳代
演 - 鈴木宏那
辻岡純一
演 - 辻岡甚佐
中澤真理子
演 - 中澤梨乃
永吉香織
演 - 永吉明日香
西河小百合
演 - 西河菜月（連続ドラマのみの登場）
西間智子
演 - 西間瑞希
長谷部英彦
演 - 長谷部光祐（スペシャルドラマのみの登場）
福島浩
演 - 福島キョウヘイ（連続ドラマのみの登場）
本田友和
演 - 本田聡
三原秀樹
演 - 三原大樹
宮諒太郎
演 - 諒太郎
村田智樹
演 - 村田直樹
室井徹
演 - 室井響
山下千絵
演 - 山下永夏
山本静
演 - 山本文香
弓木昌子
演 - 弓木奈於（乃木坂46、連続ドラマ放送当時の表記は「弓木菜生」）
吉田祐真
演 - 飯田祐真
和田裕次郎
演 - 和田崇太郎
三橋と伊藤、佐川を除く生徒達の苗字は演者自身のものとなっている。しかし吉田祐真のみ唯一名前が演者自身のものとなっている。
浅倉めぐみ
演 - 清水茜
理子のクラスメイト。

### 成蘭女子高校
早川京子（はやかわ きょうこ）
演 - 橋本環奈
成蘭女子高校の頭。成蘭のスケバン達の中では一番強く、同じ成蘭のスケバン達から一目置かれている。とても気が強くて怒らせると怖いが、彼氏である軟葉高校の伊藤の前では清純になる。

川崎明美（かわさき あけみ）
演 - 若月佑美（乃木坂46）
成蘭女子高校の生徒であり、京子を慕うスケバン。京子とは同学年でありながら彼女の事を一目置いている。しかし空気の読めない所があり、第2話では喧嘩の最中に伊藤が乱入してきて、伊藤の前で清純になっている京子に余計な事を言ってしまいツッコミされる一面もある。第4話ではなぜか今井と意気投合するが、今井を裏切る結果になってしまう。それがきっかけで事件を起こしてしまった事もある。第9話では、開久高校の策略で成蘭を襲った奴らが300万を要求された三橋と伊藤にやれと言われた嘘をついたため、それを信じてしまい成蘭の女子達で三橋と伊藤を前に2人に訴えてしまう。第10話では京子がさらわれた時に挑戦状を伊藤に受け渡しに行く役割をする。
ドラマ版のオリジナルキャラクターであり、原作には登場していない。
成蘭女子高校の生徒
田中みさえ
演 - 富田望生
河崎伊代
演 - 河崎莉奈
古泉寛子
演 - 古泉千里
松尾良美
演 - 松尾寧夏
京子と明美を除く生徒達の苗字は演者自身のものとなっている。しかし田中みさえのみ苗字も名前も演者自身のものではない。

### 紅羽高校
今井勝俊（いまい かつとし）
演 - 仲野太賀
紅高の頭。紅高の不良生徒達の中で一番強くて子分の谷川を始め同じ紅高の不良生徒達から一目置かれている。

谷川安夫（たにがわ やすお）
演 - 矢本悠馬
紅高の不良生徒で今井の子分。紅高の頭である今井の事を同学年でありながら一目置いている。

### 開久高校
片桐智司（かたぎり さとし）
演 - 鈴木伸之
開久の頭。開久の生徒達の中では喧嘩が一番強いため、同じ開久の生徒達から一目置かれている。開久のもう1人の頭である相良とは対等につるんでいる。

相良猛（さがら たけし）
演 - 磯村勇斗
開久のもう1人の頭（第9話にて正式に開久の頭となる）。智司と共に開久の生徒達から一目置かれている。頭である智司とは対等につるんでいる。

開久高校の生徒
香取（かとり）
演 - 山崎賢人
ドラマ版オリジナルキャラクター。相良が去った後の開久の頭。最終話にて軟葉高校に殴り込みにくるところで本編が終わり、その後については明言されていなかったが、劇場版にて北根壊高校の柳から「香取ってのがちょちょいとやられて今はこれと言った番がいない」との言及があり登場していないことから、恐らく返り討ちに遭い頭を下ろされたと思われる。
今村裕也
演 - 今村輝大
大瀧正英
演 - 大瀧慶祐
小野守
演 - 小野塚雅人
川崎淳
演 - 川崎健太
岸田晃司
演 - 岸田タツヤ
久保京介
演 - 久保龍一
高島暁雄
演 - 高島怜央
谷口誠
演 - 谷口翔太
中山恒松
演 - 中山孟
成田秀樹
演 - 成田マイケル理希
二村寅泰
演 - 高尾悠希
深沢龍輝
演 - 龍輝
宮田和明
演 - 宮田龍平
智司と相良を除く生徒達の苗字は演者自身のものとなっている。しかし小野守のみ唯一苗字も名前も演者自身のものとなっておらず、そして深沢龍輝のみ唯一名前が演者自身のものとなっている。

### その他
三橋愛美（みつはし まなみ）
演 - 瀬奈じゅん
貴志の母親。
赤坂哲夫（あかさか てつお）
演 - 佐藤二朗
理子の父親。自宅で赤坂道場と言う合気道場を営んでいる。
三橋一郎（みつはし いちろう）
演 - 吉田鋼太郎
貴志の父親。

### ゲスト
第1話
- 床屋 - 小栗旬
- 井上 - 波岡一喜
- 丸田 - 渋谷謙人（第9話・最終話）
- 月川 - 城田優（最終話）
- 他校の不良 - 櫻井圭佑、皇希、夛留見啓助、川並淳一

第2話
- 黒崎 - 坂田聡
- 岸本 - 阿部亮平
- 太田 - 野村啓介
- 道場破り - 常間地裕、船崎良、鈴木孝之、奈須田雄大
- 不良 - 佳久創
- スケバン - 山地まり、小松美月、林さくら
- 冒頭ナレーション - 野田圭一

第3話
- 焔モユル - 柳楽優弥
- 警察官 - 田中良

第4話
- マスター - 橋本じゅん
- 純一 - 戸塚純貴
- 佐川の彼女 - はら（ゆにばーす）
- カツアゲ男 - 七瀬公、舟津大地、青木悠介

第5話
- 紅野（白原） - 中村倫也
- ユタカ - 平埜生成
- ゴロー - 池田純矢
- 岩田 - 市川刺身（そいつどいつ）
- 竹の子族 - 島崎遥香、足立理
- 校長先生 - 佐藤正和
- 教師 - 金子伸哉
- 紅野の同級生 - 井越有彩、平岩輝海、清田悠聖、毛利昂人、若林元太

第6話
- 剛田 - 勝矢
- 組長 - 高橋克実
- ソープランド店員 - 山田孝之
- 風俗嬢 - 手島優
- 坊主にされた女子生徒 - 峯石桃花
- 風俗店の客 - 橋沢進一
- 開久高校の教師 - 山本泰弘
- チンピラ - 林田直樹、冨永竜
- 坊主にされた男子生徒 - 草野大成、平田貢一

第7話
- 小学生 - 横山歩、川嶋風駕、金子響
- 三橋が覗き見した家の住人 - 池谷のぶえ
- 演劇部員 - 木全俊太、みなみの大地、笠原卓

第8話
- メット男 - 須賀健太
- 軟葉高校の新入生 - 浜辺美波
- 北林 - 長村航希
- 加治 - 西原信裕
- 清水 - 西本銀二郎
- 増田 - 神蔵祐太
- 軟葉高校の新入生 - 岡田夏海、伊能佑之介、三池友弥

第9話
- 八百屋の店員 - 新井浩文→やべきょうすけ（DVD版・Hulu配信版（2019年3月1日以降））
- ニセ三橋 - 川久保拓司
- ニセ伊藤 - 酒井健太（アルコ&ピース）
- ボス - ゆうたろう
- 警官 - 佐古井隆之

最終話
- 冴輝組 組長 - 堤真一

スペシャルドラマ
- 女子大生・奈美 - 新川優愛
- 女子大生・詩織 - 桜井日奈子
- 物売りのおばさん - 渡辺江里子（阿佐ヶ谷姉妹）
- 喫茶店のマスター - 中村ゆうじ
- 今井勝 - 佐伯新
- 今井小百合 - 阿南敦子
- 今井勝良 - 渡邉蒼
- 今井勝矢 - 北原十希明
- 今井勝和 - 山下心煌
- 理子とぶつかった男 - 宮下貴浩
- 喫茶店の客 - 黒木ひかり、鶴田麗子
- 公衆電話の声 - 鶴田真希

## スタッフ
- 脚本 - 福田雄一
- 演出 - 福田雄一、鈴木勇馬
- 音楽 - 瀬川英史
- アバンナレーション - 嶋大輔
- CMナレーション - 千葉繁
- ロケ協力 - 足利市映像のまち推進課、前橋観光コンベンション協会、高崎フィルムコミッション、旧足利西高校 ほか
- アクション監督 - 田渕景也（スタントチームGocoo）
- スタント - 難波一宏、渡辺諒（スタントチームGocoo）
- 技術協力 - NiTRo、キアロスクーロ撮影事務所、ファーストショット
- 照明協力 - オフィス・ドゥーイング
- 美術協力 - 日テレアート
- 特殊メイク - 梅沢壮一
- ポスプロ - レスパスビジョン
- チーフプロデューサー - 福士睦（第7話まで）→池田健司（第8話〜）
- プロデューサー - 高明希、松本明子
- 制作協力 - AX-ON
- 製作著作 - 日本テレビ

## その他
- 2019年12月に行われ、300人が投票に参加した「賀来賢人の歴代出演ドラマ人気ランキング」では、『Nのために』や『スーパーサラリーマン左江内氏』らを凌ぎ1位を獲得した[21]。

## 放送日程

### 連続ドラマ
| 各話                                                                        | 放送日            | 放送日            | 放送日            | サブタイトル                                         | ラテ欄                                                                 | 演出     | 視聴率 |
| 各話                                                                        | 本放送 （2018年） | 特別編 （2020年） | 再放送 （2021年） | サブタイトル                                         | ラテ欄                                                                 | 演出     | 視聴率 |
| --------------------------------------------------------------------------- | ----------------- | ----------------- | ----------------- | ---------------------------------------------------- | ---------------------------------------------------------------------- | -------- | ------ |
| 第1話                                                                       | 10月14日          | 7月12日           | 10月08日          | 伝説の幕開け! ツッパリとマブいスケバンの約束         | 80年代伝説の名作!! ツッパリがマブいスケバンに ぞっこんラブで事件勃発!! | 福田雄一 | 09.8%  |
| 第2話                                                                       | 10月21日          | 7月12日           | 10月15日          | 恋と道場破り!? ナウい青春が動き出す!!                | ナウい青春が動き出したら 恋も道場破りもノンストップ!! ハメられた卑怯者 | 福田雄一 | 08.3%  |
| 第3話                                                                       | 10月28日          | 7月18日           | 10月22日          | ツッパリ最凶集団との 因縁の闘いが始まる!             | 80年代の記憶が蘇る 炎のツッパリウォーズ 最強の敵と因縁の闘いが始まる!! | 福田雄一 | 08.9%  |
| 第4話                                                                       | 11月04日          | 7月19日           | 10月29日          | 大恋愛が加速!? 先生どうして人を好きになるんですか?   | 懐かしの80年代彷彿 ロマンティックな青春の 裏に隠された彼女の危険な秘密 | 福田雄一 | 09.1%  |
| 第5話                                                                       | 11月11日          | 7月25日           | 11月05日          | ギザギザハートのシティ派不良登場! タイマンて何ですか | 癖になる80年代観!! ギザギザハートの都会ヤンキーに やられたらやり返せ!! | 福田雄一 | 09.8%  |
| 第6話                                                                       | 11月18日          | 7月26日           | 11月12日          | 憧れの金○先生に俺はなる!? 暴力教師に正義の鉄拳!!     | 無茶した80年代想起 あの憧れの金○先生に俺はなる!? 暴力教師に正義の鉄拳  | 福田雄一 | 09.4%  |
| 第7話                                                                       | 11月25日          | 8月01日           | 11月19日          | 伝説エピソード解禁! 世界一ムダな戦いが幕を開ける…    | 遂に伝説の禁断回! 世界一ムダな戦い勃発 敵に回してはいけない男の復讐劇  | 鈴木勇馬 | 10.6%  |
| 第8話                                                                       | 12月02日          | 8月08日           | 12月03日          | ラブストーリーは唐突に? 俺の女に手を出すな!          | 広がる80年代旋風! 俺の女に手を出すな!? 素直になれない昭和男の本音とは  | 鈴木勇馬 | 09.4%  |
| 第9話                                                                       | 12月09日          | 8月09日           | 12月10日          | 最終章! 開久と全面戦争で全校生徒を巻き込む 大騒動!?  | 遂に最終章! クーデターで敵対校と全面戦争!! 全校生徒を守る為の奇策とは  | 福田雄一 | 10.8%  |
| 最終話                                                                      | 12月16日          | 8月15日           | 12月17日          | 最終回! 突然のツッパリやめます宣言! 一体なにが!?     | 80年代は男の勲章!! なのに突然ツッパリやめます宣言!? 最終回に一体何が!? | 福田雄一 | 12.6%  |
| 平均視聴率 9.9%（視聴率はビデオリサーチ調べ、関東地区・世帯・リアルタイム） |                   |                   |                   |                                                      |                                                                        |          |        |

- 2018年10月期に日本テレビで放送されたゴールデン・プライム帯の連続ドラマ3作品中、単話視聴率で12％超えを記録した唯一の作品であり、同年に同局・同時間帯に放送された全作品での全話平均視聴率では本作が首位を獲得した[25]。

### スペシャルドラマ
| 放送日                                                       | サブタイトル | ラテ欄 | 演出     | 視聴率 |
| ------------------------------------------------------------ | --- | --- | -------- | ------ |
| 2020年7月17日                                                | はじめて見る人にうってつけ! 地上波で流していいのか!? 爆笑の新作ドラマをひっさげて、 面白要素てんこもりの2時間! 笑いの嵐で辛い日々なんて吹き飛ばせ! | 今夜こどもも大人も映画とそろえて楽しみたい爆笑コメディ! また見たい名シーンや未公開もあるので初見に最適!! おやこ団らんの時間にうってつけ | 福田雄一 | 11.2%  |
| （視聴率はビデオリサーチ調べ、関東地区・世帯・リアルタイム） | | |          |        |

## 受賞
- 第14回コンフィデンスアワード・ドラマ賞[27]
  - 作品賞
  - 新人賞：磯村勇斗
- 第99回ザテレビジョンドラマアカデミー賞[28]
  - 主演男優賞：賀来賢人
  - 脚本賞：福田雄一、鈴木勇馬
- 東京ドラマアウォード2019[29]
  - 演出賞：福田雄一
- 第10回ロケーションジャパン大賞[30]
  - 特別賞（支持率部門）

## 劇場版
2020年7月17日より東宝系にて公開。
基本的にはシリアスかつバトル&ギャグテイストな展開が繰り広げられる作品となっている。キャッチコピーは「飛んで火に入る夏の俺!?」。

### ストーリー
原作の北根壊高校編を基に構成されている。

### キャスト
ドラマからのキャスト
- 三橋貴志 - 賀来賢人
- 伊藤真司 - 伊藤健太郎
- 赤坂理子 - 清野菜名
- 早川京子 - 橋本環奈
- 今井勝俊 - 仲野太賀
- 谷川安夫 - 矢本悠馬
- 川崎明美 - 若月佑美
- 佐川直也 - 柾木玲弥
- 片桐智司 - 鈴木伸之
- 相良猛 - 磯村勇斗
- 坂本先生 - じろう（シソンヌ）
- 反町先生 - 長谷川忍（シソンヌ）
- 水谷先生 - 猪塚健太
- 山口先生 - 愛原実花
- 椋木先生 - ムロツヨシ
- 三橋愛美 - 瀬奈じゅん
- 赤坂哲夫 - 佐藤二朗
- 三橋一郎 - 吉田鋼太郎

### 追加キャスト
- 森川悟 - 泉澤祐希[33]
- 森川涼子 - 山本舞香[33]
- 柳鋭次 - 柳楽優弥[33]
- 大嶽重弘 - 栄信[33]
- 嶋大輔
- 杉本哲太

### スタッフ
- 監督・脚本 - 福田雄一
- 原作 - 西森博之『今日から俺は!!』（小学館「少年サンデーコミックス」刊）
- 音楽 - 瀬川英史
- 主題歌 - 今日俺バンド「ツッパリHigh School Rock'n Roll (登校編)」[34]
- 製作 - 沢桂一、山田克也
- エグゼクティブプロデューサー - 伊藤響、福士睦、池田健司
- 企画・プロデュース - 高明希
- プロデューサー - 飯沼伸之、鈴木大造
- 協力プロデューサー - 古林茉莉、戸谷志帆梨
- 撮影監督 - 工藤哲也
- アクション監督 - 田渕景也
- 撮影 - 各務真司
- 照明 - 藤田貴路
- 録音 - 柿澤潔
- スクリプター - 廣瀬順子
- 美術 - 内田哲也
- 衣裳 - 高橋英治
- ヘアメイク - 関早矢香
- ポスプロプロデューサー - 鈴木仁行
- 編集 - 臼杵恵理
- 選曲 - 小西善行
- スーパーヴァイジングサウンドエディター - 伊東晃
- サウンドエフェクツエディター - 荒川望
- 助監督 - 井手上拓哉
- 制作担当 - 白井麻理
- 製作幹事 - 日本テレビ放送網
- 制作プロダクション - AX-ON
- 制作協力 - CREDEUS
- 製作 - 「今日から俺は!!劇場版」製作委員会（日本テレビ放送網、東宝、小学館、バップ、読売テレビ放送、アミューズ、aoao、AX-ON、CREDEUS、STV、MMT、SDT、CTV、HTV、FBS、日本テレビ系全国21社）

### 受賞（映画）
- 第45回エランドール賞 特別賞[35]

### テレビ放映
| 回 | 放送日        | 放送時間      | 放送局     | 放送枠                     | 平均世帯 視聴率 | 備考                        |
| -- | ------------- | ------------- | ---------- | -------------------------- | --------------- | --------------------------- |
| 1  | 2021年10月8日 | 21:00 - 23:19 | 日本テレビ | 金曜ロードショー （第2期） | 11.2%           | 地上波初放送 本編ノーカット |
| 2  | 2024年9月13日 | 21:00 - 23:09 | 日本テレビ | 金曜ロードショー           | 8.4%            |                             |